# Szedő Lajos
Szedő Lajos (Budapest, 1920. március 3. – Budapest, 1965. szeptember 12.) magyar színész, színházigazgató, dalszövegíró, színpadi szerző.

## Életpályája
1936-ban, 16 évesen vándorszínészként indult pályája. Többek között játszott Kassán, 1950-től a Dunántúli Népszínház társulatában Győrben, 1951-től a debreceni Csokonai Színházban,  1959-től a szolnoki Szigligeti Színházban. 1962-től az Állami Déryné Színház és a Tarka Színpad tagja volt. A háború után három évig Szolnokon színházigazgatóként működött. Színészi munkája mellett operettek, zenés vígjátékok átdolgozásával, műfordítással, dalszövegírással és rendezéssel is foglalkozott.

## Fontosabb színházi szerepei
- William Shakespeare: Sok hűhó semmiért... Borachio
- Lope de Vega: A kertész kutyája... Tristan
- Nyikolaj Vasziljevics Gogol: A revizor... Zemljanyika
- Hervé: Nebáncsvirág... Chateau Cibeau őrnagy
- Siegfried Geyer: Gyertyafénykeringő... Gaston
- Carl Millöcker: A koldusdiák... Rampacsek, rendőrfőnök
- Iszaak Oszipovics Dunajevszkij: Szabad szél... Foma
- Nicola Manzari: Pénzt, vagy életet!... Marco
- Leo Lenz: Az alkalmi férj... Erik Helström, filmrendező
- René Arout – Gabriel Arout: Szólítson csak mesternek... Frise úr, a szomszéd
- Móricz Zsigmond: Nem élhetek muzsikaszó nélkül... Mircse
- Gárdonyi Géza: Ida regénye... Lapterjesztő
- Barta Lajos: Zsuzsi... Józsi, bakter
- Vincze Ottó: Farkas a havason... Leykám báró
- Urbán Ernő: Tűzkeresztség... Bajusz Mihály
- Fehér Klára: A teremtés koronája... Hivatalnok, beteg az SZTK-ban
- Tabi László: A pirossapkás lány... Radocsa
- Gáti Sándor: Ragyog a napsugár... Nándor
- Szenes Iván – Bágya András: Őfelsége, a sztár... Pénzügyminiszter
- Barabás Tibor – Gádor Béla – Darvas Szilárd: Állami áruház... Glauziusz
- Kacsóh Pongrác: János vitéz... Francia király
- Huszka Jenő: Gül Baba... Mujkó
- Kálmán Imre: Cirkuszhercegnő... Vlagyimir Sergius
- Kálmán Imre: Csárdáskirálynő... Miska
- Kálmán Imre: Marica grófnő... Kudelka
- Lehár Ferenc: Luxemburg grófja... Sir Basil
- Jacobi Viktor: Sybill... Kormányzó
- Jacobi Viktor: Leányvásár... Gróf Rottenberg

## Színpadi műveiből
- Szedő Lajos: Világvége Piripócson
- Szedő Lajos – Bíró Attila: Kint vagyunk a vízből
- Szedő Lajos – Behár György: Éjféli randevú

## Rendezéseiből
- Siegfried Geyer – Robert Kätscher: Gyertyafénykeringő (Csokonai Színház, Debrecen)
- Jurij Szergejevics Miljutyin: Havasi kürt (Csokonai Színház, Debrecen)